# British Rail 86 sorozat
A British Rail 86 sorozat egy angol 25 kV 50 Hz-es áramrendszerű villamosmozdony-sorozat. A 100 db mozdonyt 1965 és 1966 között gyártották.
Ezek a mozdonyok az akkor frissen villamosított West Coast Main Line vonalon közlekedtek, ahol a gőzmozdonyokat váltották fel. A sorozat elősegítette a gőzmozdonyok folyamatos selejtezését, ami 1968-ig tartott. A gépek a távolsági forgalomban vettek részt, London Euston-ból Birminghambe, Crewe-be, Manchester Piccadilly-be, Liverpool-ba, majd később Prestonba és Glasgowba közlekedtek.

## Üzemeltetők
- British Rail,
- Freightliner,
- Network Rail,
- GB Railfreight
- Floyd ZRt.

## Magyarországi alkalmazásuk

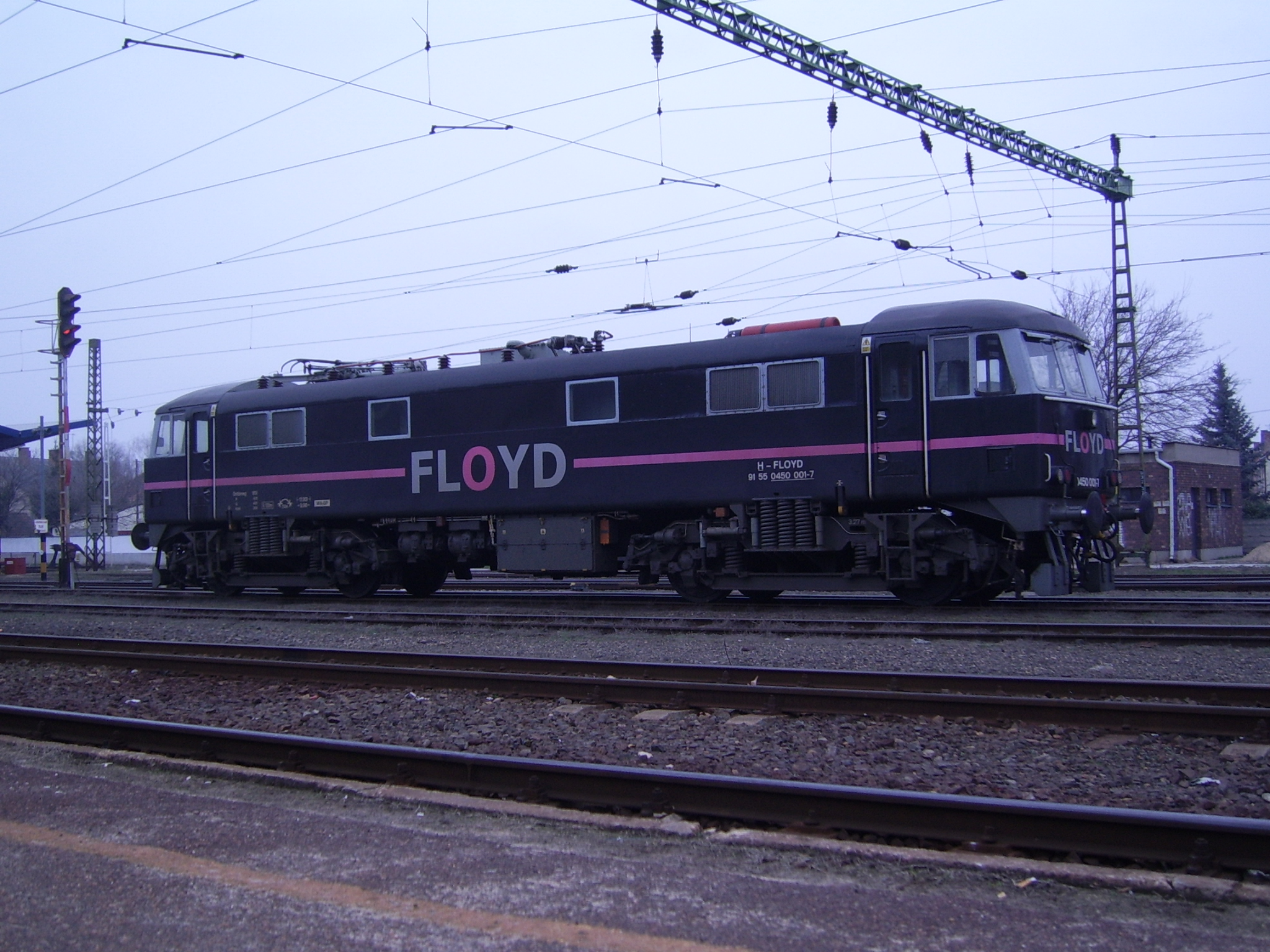
A Floyd ZRt. 0450 001-7 pályaszámú mozdonya Kecskemét vasútállomáson

Floyd ZRt. megvásárolt kettő, majd még további kettő British Rail 86-os sorozatú mozdonyt. Az átépített járműveket 2009. január 30-án mutatták be Long Marstonban. Mindkét mozdony az európai szabványoknak megfelelően lett módosítva, így például felső középső fényszórót kapott.
Az Europhoenix festésű mozdony korábban a 86 247 pályaszámot viselte magán.
A 86 248-as mozdony is megújult, új magyar pályaszáma 91 55 0450 001-7. A mozdony először Crewe-ba ment február 3-án, ahol tesztelték a működését, majd tehervonatba sorozva érkezett meg Magyarországra. Aradon felszerelték magyar vonatbefolyásolóval, és 2009 áprilisa óta a Floyd ZRt. tehervonatait továbbítja.
2013-ban újabb két mozdony érkezett a társasághoz, így már összesen nyolc db üzemel Magyarországon. További kettő pedig meg lett rendelve.
A fekete/rózsaszín festésű mozdony beceneve Pink Floyd lett.

## Képgaléria

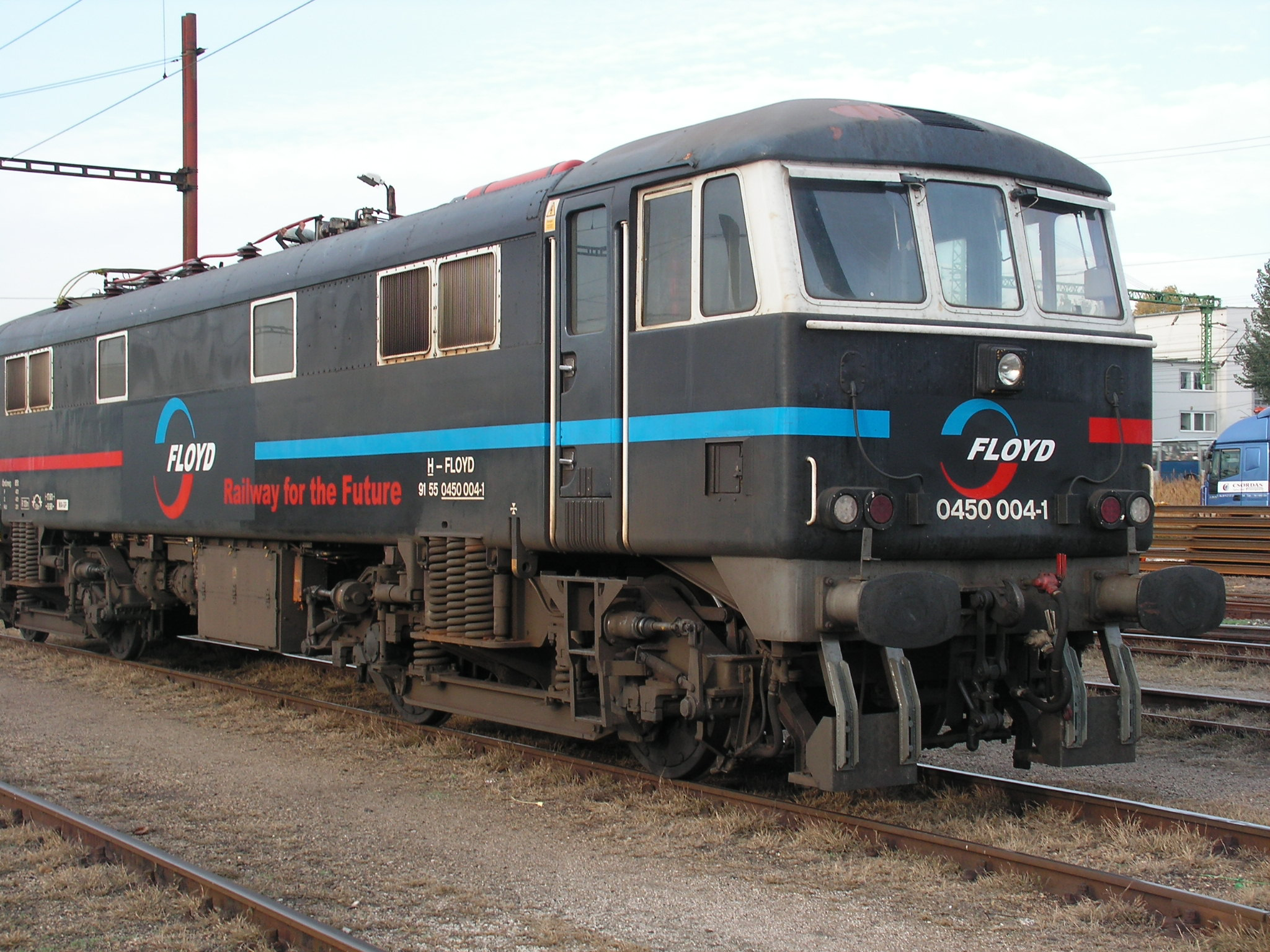
H-FLOYD 91 55 0450 004-1
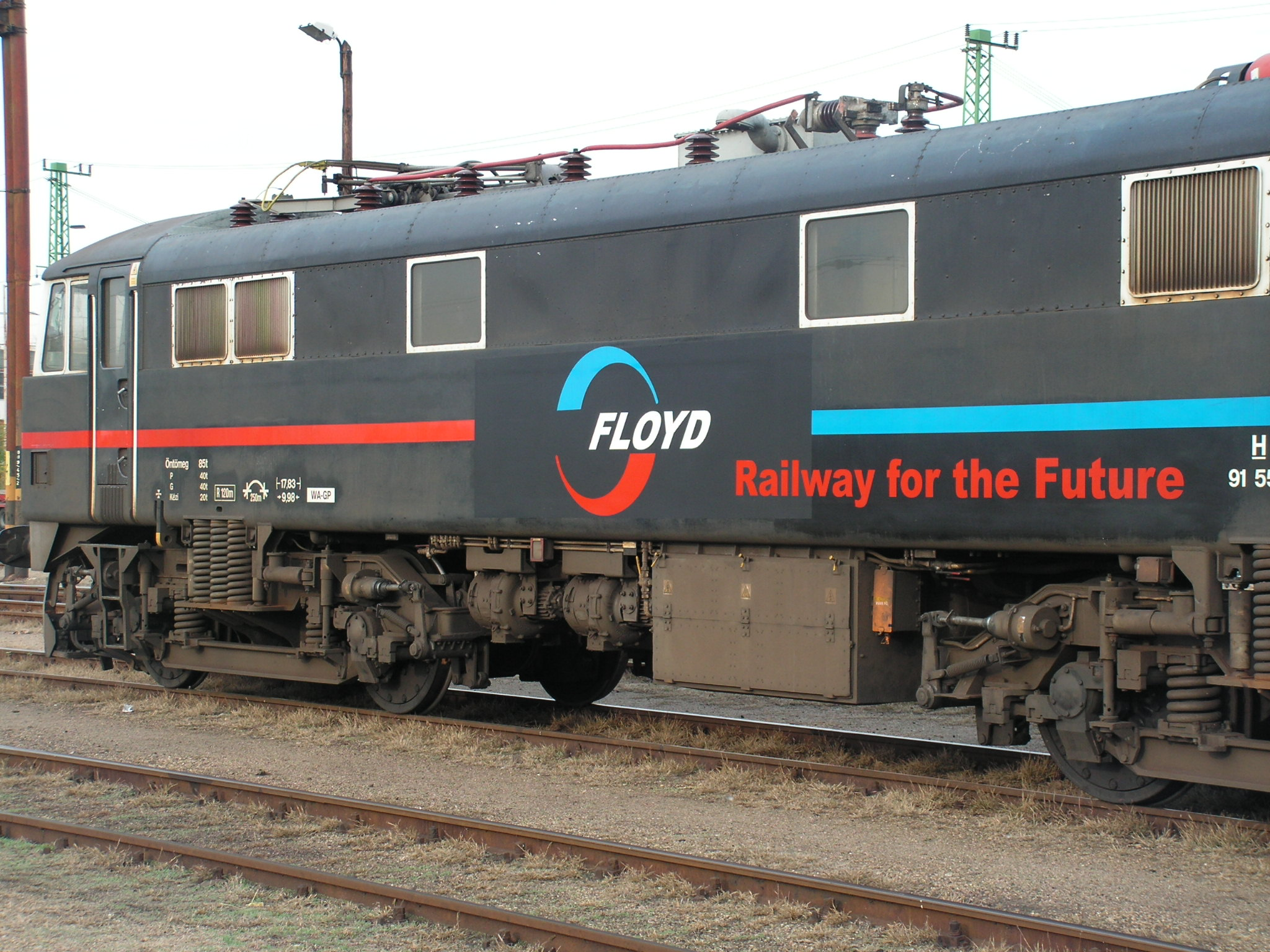
H-FLOYD 91 55 0450 004-1
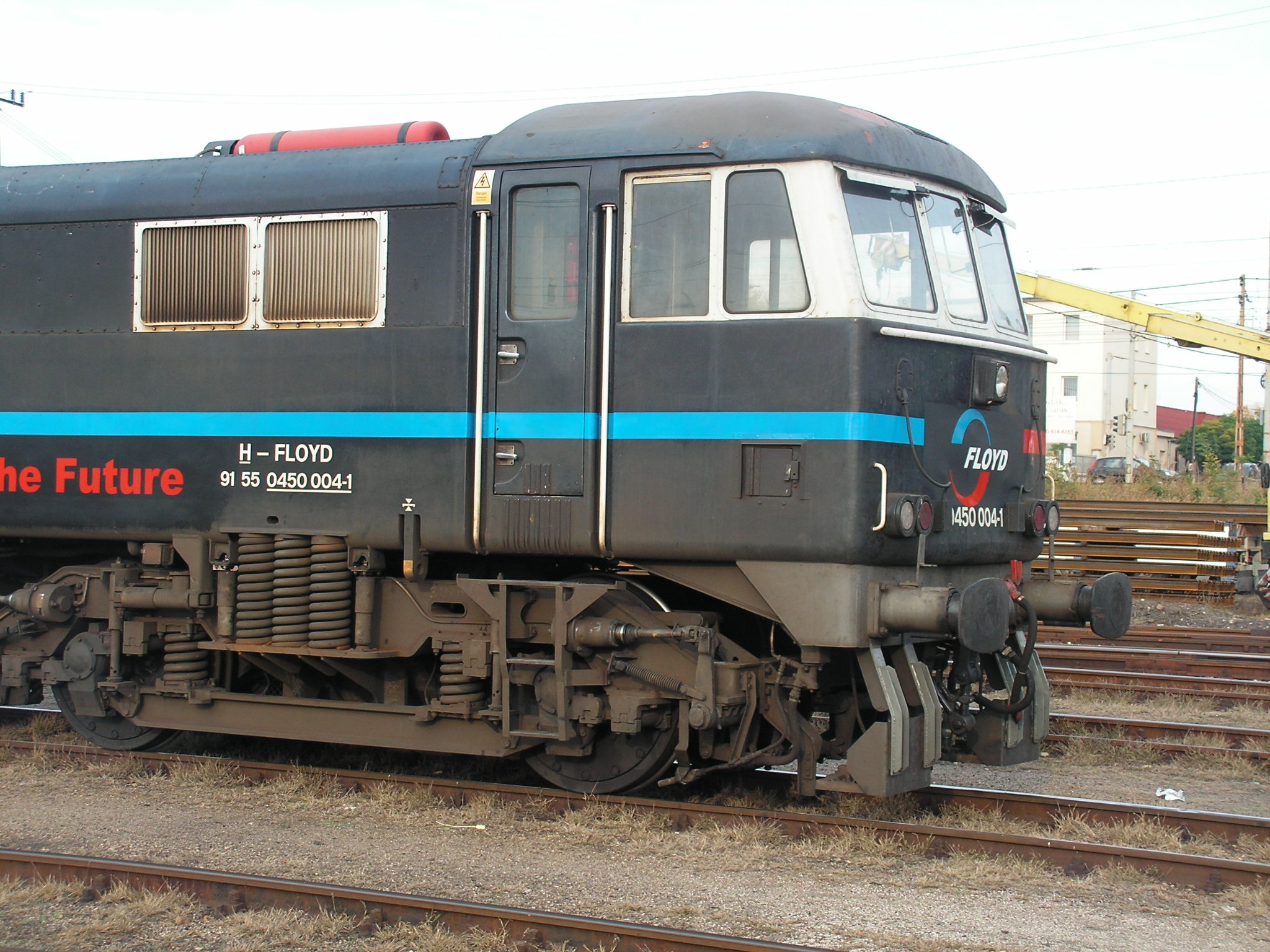
H-FLOYD 91 55 0450 004-1
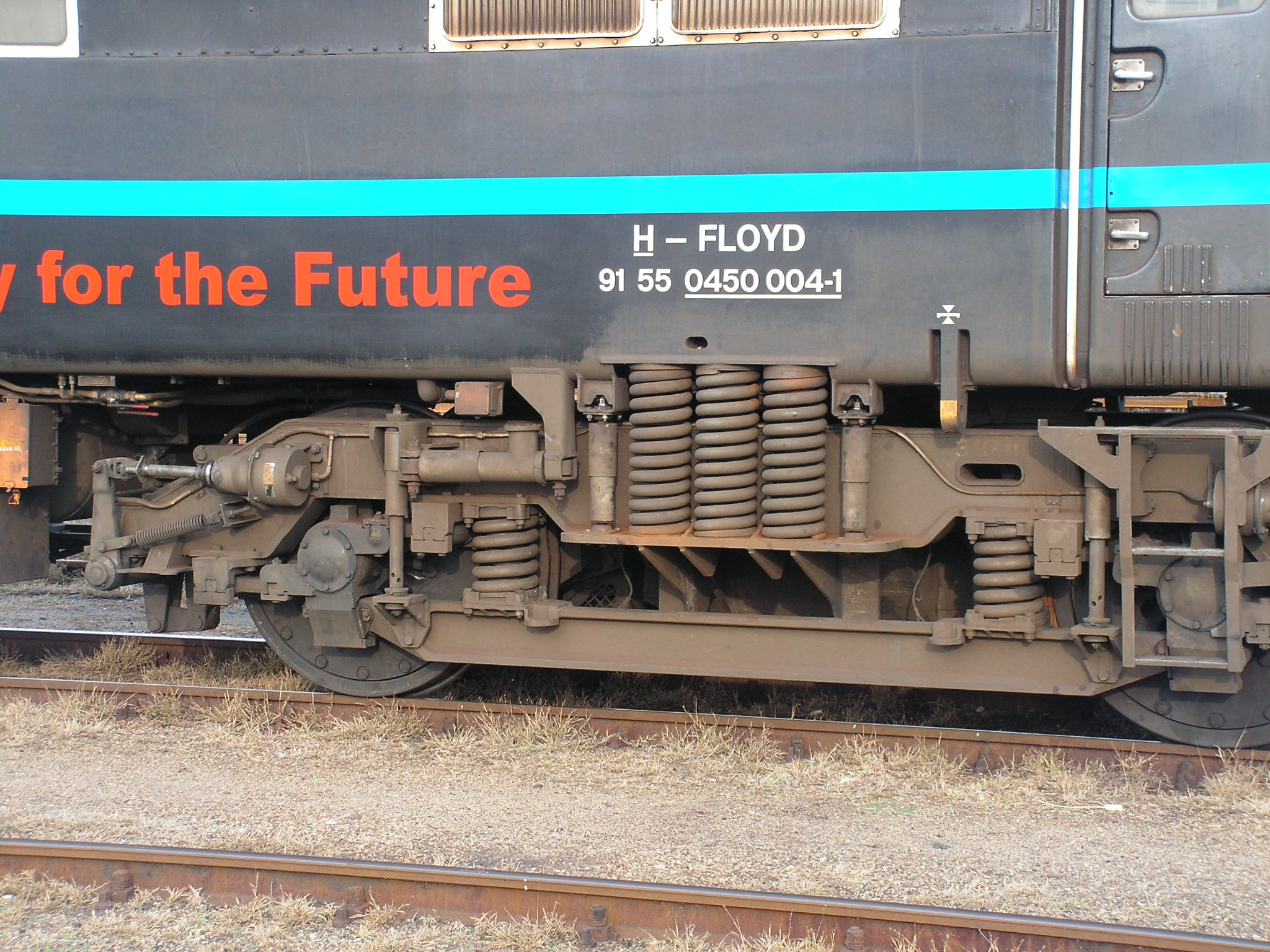
H-FLOYD 91 55 0450 004-1
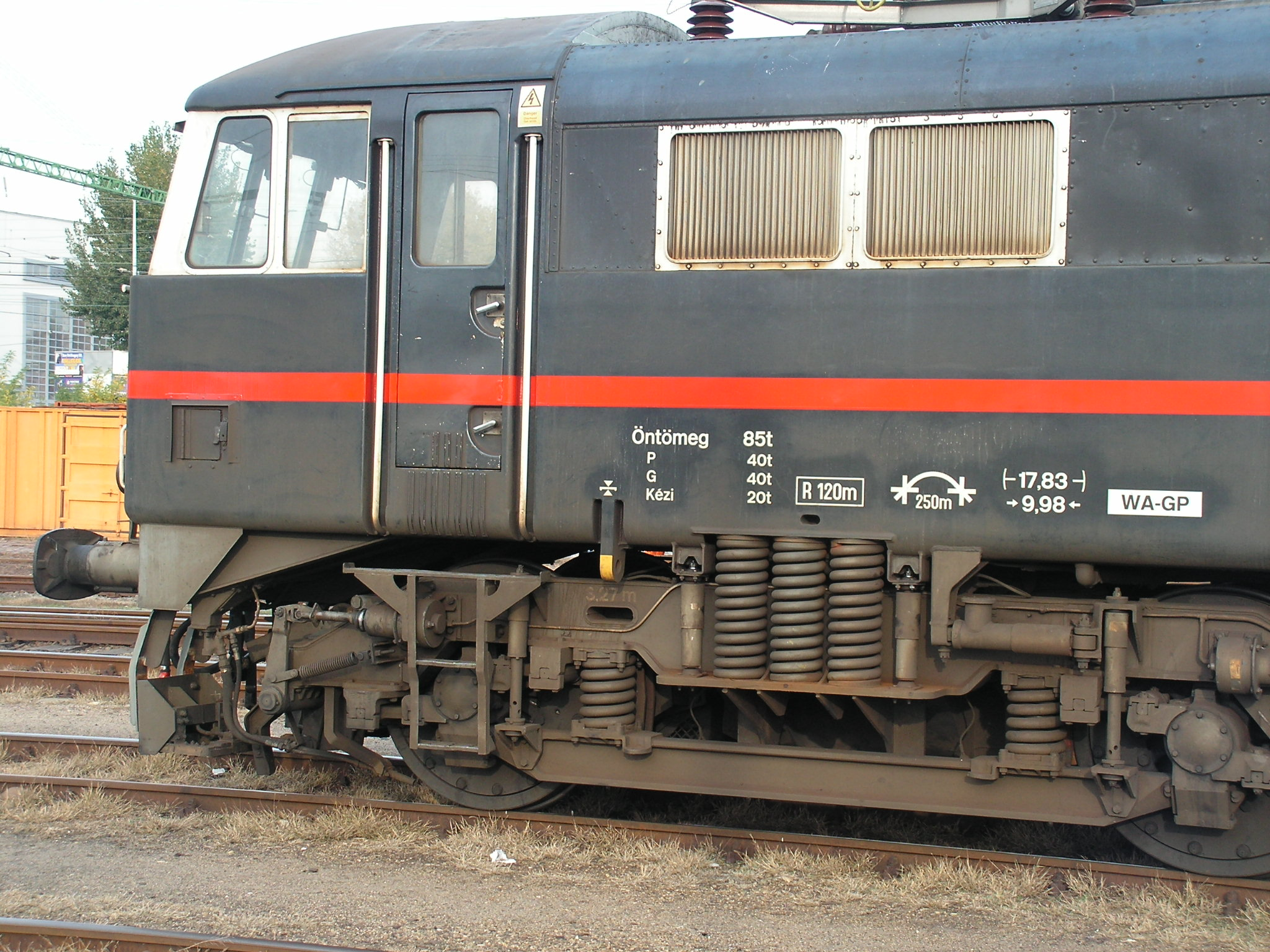
H-FLOYD 91 55 0450 004-1
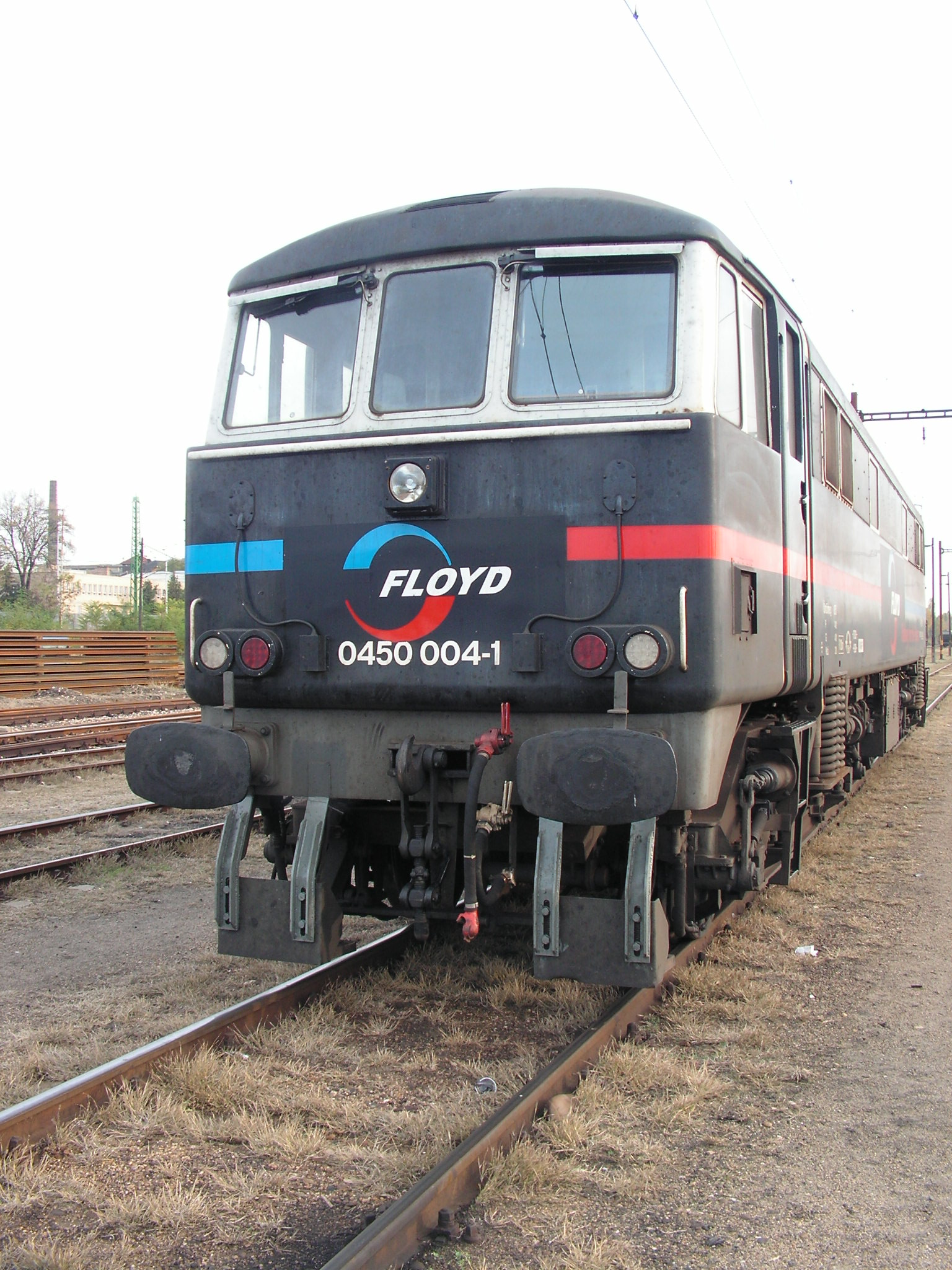
H-FLOYD 91 55 0450 004-1

## Érdekességek
A mozdony szerepel a Transport Tycoon Deluxe nevű játékprogramban is, mint SH "30".